# Ewa Lech
Ewa Lech (ur. 2 lutego 1957 w Łodzi) – polska lekarz weterynarii, doktor nauk weterynaryjnych i urzędniczka państwowa, w latach 2006–2008 Główny Lekarz Weterynarii, w latach 2015–2018 podsekretarz stanu w Ministerstwie Rolnictwa i Rozwoju Wsi.

## Życiorys
W 1981 ukończyła studia na Wydziale Weterynaryjnym Akademii Rolniczo-Technicznej w Olsztynie. Od 1996 do 2000 odbywała studia doktoranckie na Wydziale Weterynaryjnym Akademii Rolniczej w Lublinie, następnie w latach 2001–2003 studia podyplomowe z epizootiologii i administracji weterynaryjnej w Szkole Głównej Gospodarstwa Wiejskiego. Ukończyła kursy z zakresu bezpieczeństwa żywności organizowane przez Komisję Europejską. W 2004 obroniła na lubelskiej AR pracę doktorską z zakresu weterynarii pt. „Optymalizacja leczenia i sposobu zapobiegania zespołowi MMA u macior”.
Od 1981 do 1990 pracowała w lecznicy dla zwierząt w Raciążu, następnie w latach 1991–1997 prowadziła prywatną praktykę w Glinojecku. Zajmowała się nadzorem nad fermą tuczną świń i badaniem zwierząt rzeźnych. W latach 1997–1998 była starszym inspektorem weterynaryjnym ds. bezpieczeństwa żywności, po czym od 1999 do 2003 pełniła funkcję powiatowego lekarza weterynarii w Ciechanowie. Pomiędzy 2003 a 2006 piastowała stanowisko głównego specjalisty w Biurze Zdrowia i Ochrony Zwierząt Głównego Inspektoratu Weterynarii, zajmując się m.in. przypadkami ptasiej grypy. W 2006 została urzędnikiem mianowanym służby cywilnej. W październiku tego samym roku objęła stanowisko Głównego Lekarza Weterynarii, które pełniła do listopada 2008. Następnie w latach 2008–2009 powróciła na stanowisko głównego specjalisty. Od 2009 do 2014 była starszym inspektorem weterynaryjnym ds. wzajemnej zgodności. W 2015 została wojewódzkim inspektorem weterynarii w Łodzi.
19 listopada 2015 powołana na podsekretarza stanu w Ministerstwie Rolnictwa i Rozwoju Wsi, odpowiedzialnego za bezpieczeństwo żywności oraz roślin i weterynarię. Odwołana ze stanowiska 12 marca 2018. Od 18 października 2018 do 30 sierpnia 2025 roku pełniła funkcje zastępcy łódzkiego wojewódzkiego lekarza weterynarii.
Jest mężatką. Zna język angielski i rosyjski.